# NGC 5981
NGC 5981 је спирална галаксија у сазвежђу Змај која се налази на NGC листи објеката дубоког неба.
Деклинација објекта је + 59° 23' 29" а ректасцензија 15h 37m 53,4s. Привидна величина (магнитуда) објекта NGC 5981 износи 13,2 а фотографска магнитуда 13,9. Налази се на удаљености од 29,2000 милиона парсека од Сунца. NGC 5981 је још познат и под ознакама UGC 9948, MCG 10-22-27, CGCG 297-23, IRAS 15368+5933, PGC 55647.